# Łyse (województwo podlaskie)
Łyse – wieś w Polsce położona w województwie podlaskim, w powiecie bielskim, w gminie Wyszki. Leży nad Narwią.
Wieś królewska w starostwie bielskim w ziemi bielskiej województwa podlaskiego w 1795 roku. W latach 1975–1998 miejscowość należała administracyjnie do województwa białostockiego.
Wierni kościoła rzymskokatolickiego należą do parafii Wniebowstąpienia Pańskiego w Strabli.